# Судаков, Анатолий Васильевич
Анатолий Васильевич Судаков — советский хозяйственный и политический деятель.

## Биография
Родился в 1925 году в Серпухове. Член КПСС.
Участник Великой Отечественной войны: командир отделения противотанковых ружей 3-го батальона 347-го гвардейского стрелкового полка 106-й гвардейской стрелковой дивизии 9-й гвардейской армии
Окончил Серпуховский приборостроительный техникум.
В 1953—1961 гг. — конструктор, секретарь парткома завода «Металлист».
В 1961—1963 гг. — председатель Серпуховского горисполкома.
В 1963—1969 гг. — первый секретарь Серпуховского горкома КПСС.
В 1969—1988 гг. — заведующий административным отделом Московского областного комитета КПСС.
Делегат XXIII съезда КПСС.
С 1988 года — персональный пенсионер союзного значения.
Умер в 2015 году в Серпухове.

## Награды
- Орден Отечественной войны II степени (1985)
- Орден Трудового Красного Знамени (1966)
- Орден Красной Звезды (1945)
- Орден Знак Почёта (30.08.1971)
- Медаль «За отвагу» (1945)